# 浄心駅
浄心駅（じょうしんえき）は、愛知県名古屋市西区城西4丁目にある、名古屋市営地下鉄鶴舞線の駅である。駅番号はT04。
運行上の拠点であり乗務員の交代が当駅で行われる他、上り最終電車のみ当駅止まりとなる（翌朝当駅から上小田井駅へ回送し、上小田井駅発の列車となる）。かつては日中にも当駅起終点の列車が1往復設定されていた。

## 歴史
- 1981年（昭和56年）11月27日：当駅 - 伏見間の延伸に際し開業[1][4]。
- 1984年（昭和59年）9月6日：庄内緑地公園 - 当駅間の開業に伴い途中駅となる[1][5]。
- 2024年（令和6年）12月23日：可動式ホーム柵使用開始[6]。

## 駅構造
相対式ホーム2面2線を有する地下駅。1番ホームには東改札口、2番ホームには西改札口がそれぞれあり、両ホームは線路の下を通る連絡通路でつながっている。改札外では東西それぞれのコンコースをつなぐ通路は無く、分断されている。
1番又は2番出入り口から入り階段を降りると1番ホーム（赤池・豊田市方面）にしか行けず、4～6番出入り口から入り階段を降りると2番ホーム（上小田井・犬山方面）にしか行くことができない。
よって、例えば2番ホームで降りて1番又は2番出口方面に行きたい場合にはホーム中央の階段を降り地下通路を利用する必要がある（エレベーター利用可能）。
上小田井方面に行きたい場合には1番又は2番出口から入らずに、横断歩道を渡った5番又は6番出口から入るのが便利である（逆の場合も同様。階段入口にもその旨の記載がある）。
当駅は、鶴舞線運転区が管轄している。
元は終点であったことから上小田井側には留置線が1本あり、赤池側には片渡り線がある。2番ホームの裏には保線基地もある。
当駅は南隣の浅間町駅と同様に名古屋高速6号清須線を地下で通す計画があったために地表から約10mには空間が存在しており、駅設備およびホームはそれより下の一層（連絡通路を含めない）にまとめて造られている。

### のりば
| ホーム | 路線   | 行先                   |
| ------ | ------ | ---------------------- |
| 1      | 鶴舞線 | 伏見・赤池・豊田市方面 |
| 2      | 鶴舞線 | 上小田井・犬山方面     |

地上と西改札口コンコース、ホームと地下連絡通路を結ぶエレベーターなど、バリアフリー施設が整備されている。1番から6番までの出入り口があるが、3番出口のみ存在しない。
4番出口から出入りする場合は、西改札口からホームに沿って設けられた通路を80mほど歩いたうえで階段およびエスカレーターを利用する必要がある。
東改札側のホーム脇にも同様の通路が存在するが、非常用通路として普段は閉鎖されている。非常用通路の先は当駅の出入り口配置上は3番出口の設けられる位置であるが、そこに出口はなく、線路の上をまたいで4番出口階段途中の踊り場に設けられたドアにつながっている（プラットホームに掲示の避難経路図による）。
この非常用通路の入り口は東改札口前の1箇所および赤池方面行ホーム側2箇所の合計3箇所であるが、東改札口前の入口はシャッターが降ろされており、駅員が操作しない限り開けられないこと、入口上部に設けられた誘導灯は消灯のうえ白紙が貼られており、ここの誘導灯のみ古い機材のまま更新されていないこと、他の非常口ドアが黄色に識別塗装された上で非常口のピクトグラムが描かれているのに対し、この非常通路に関してはホーム側出入口のドアも茶色塗装であり非常口とわかりにくいことから、この通路を非常口として積極的に告知していない様子がうかがえる。1番ホームから避難するのであれば1番もしくは2番の出入口を利用するか改札内通路を通って西改札口側の5番・6番出入口を利用したほうが近い上早い。

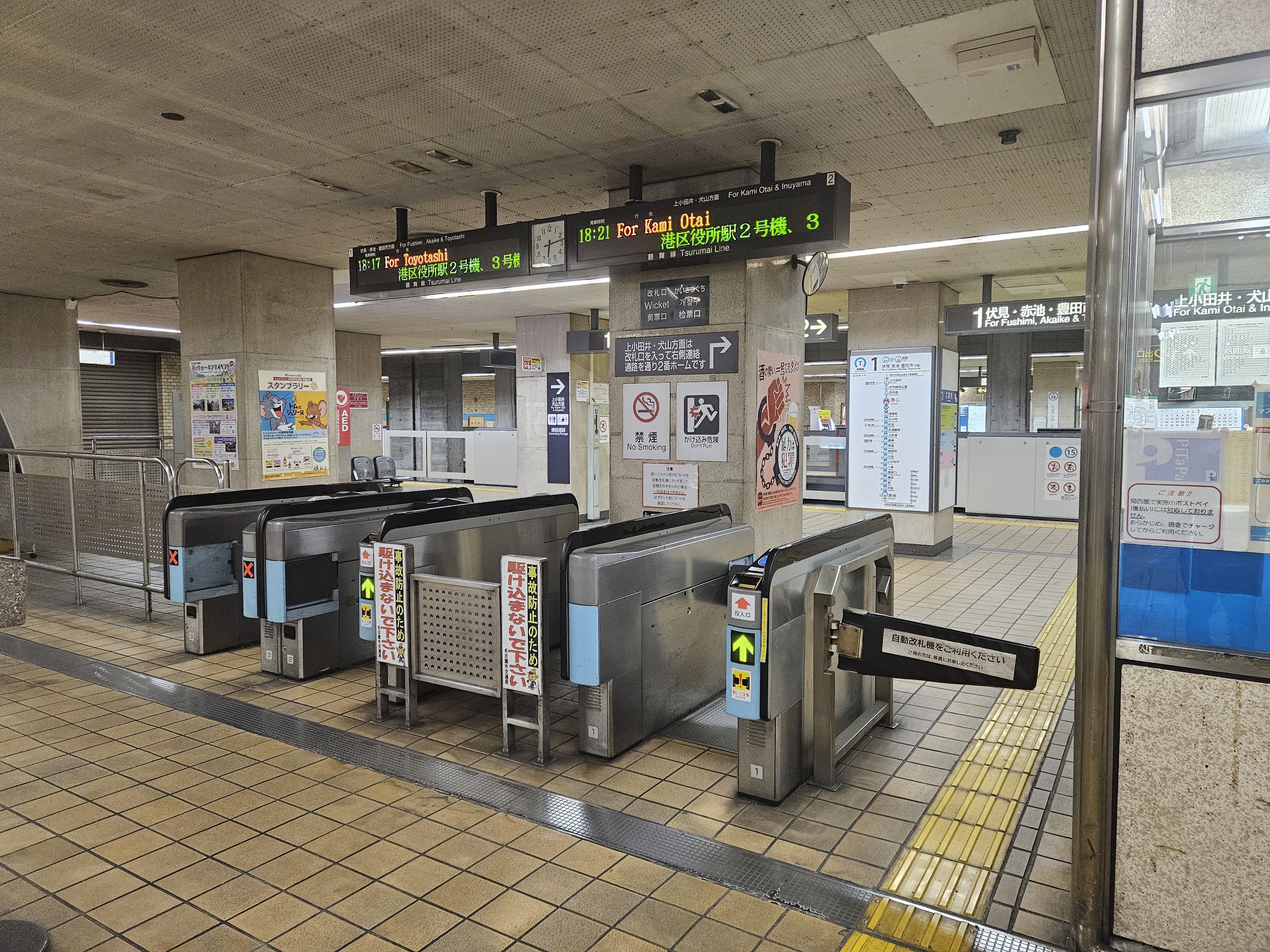
東改札口（2025年5月）
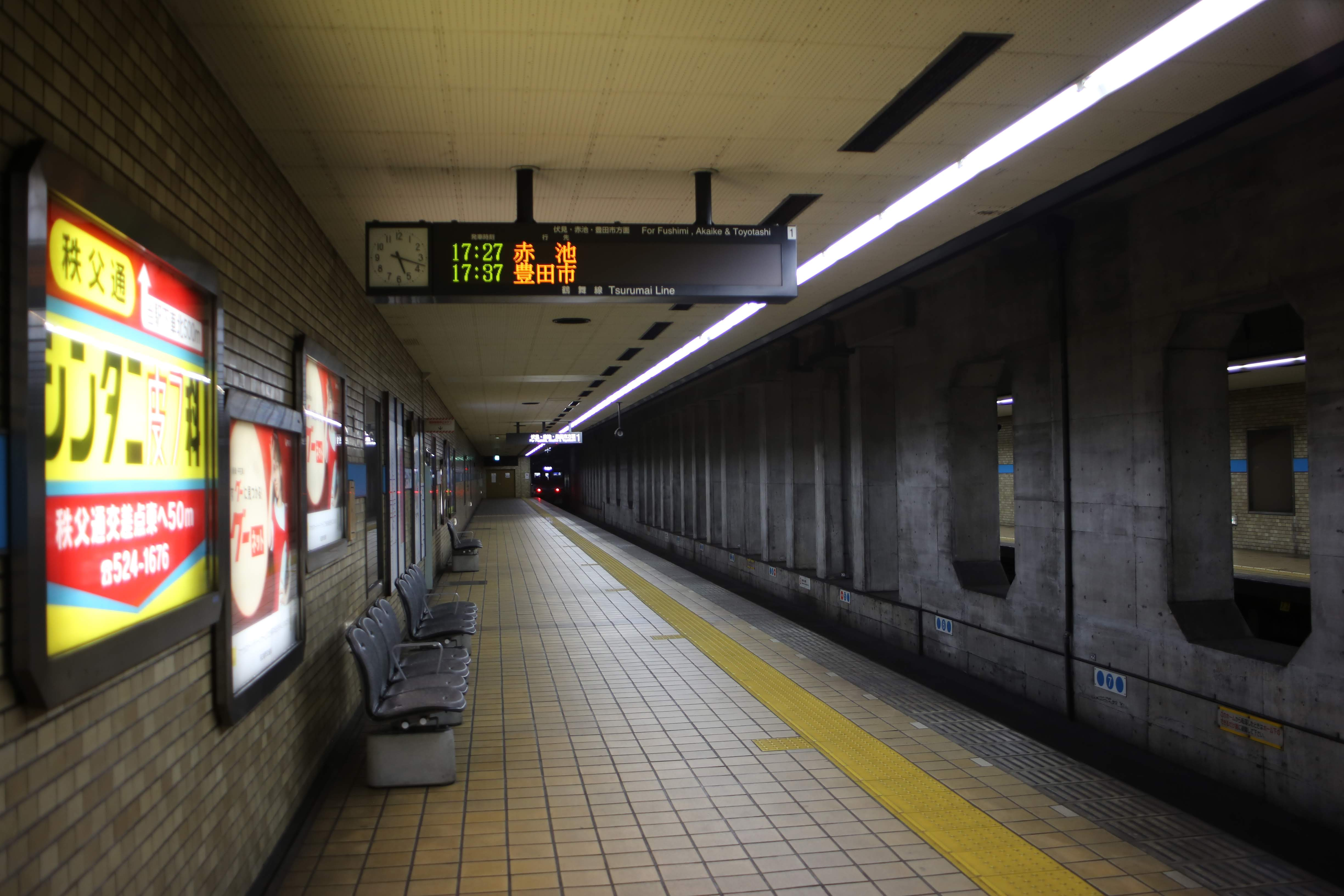
プラットホーム（ホームドア設置前、2019年11月）
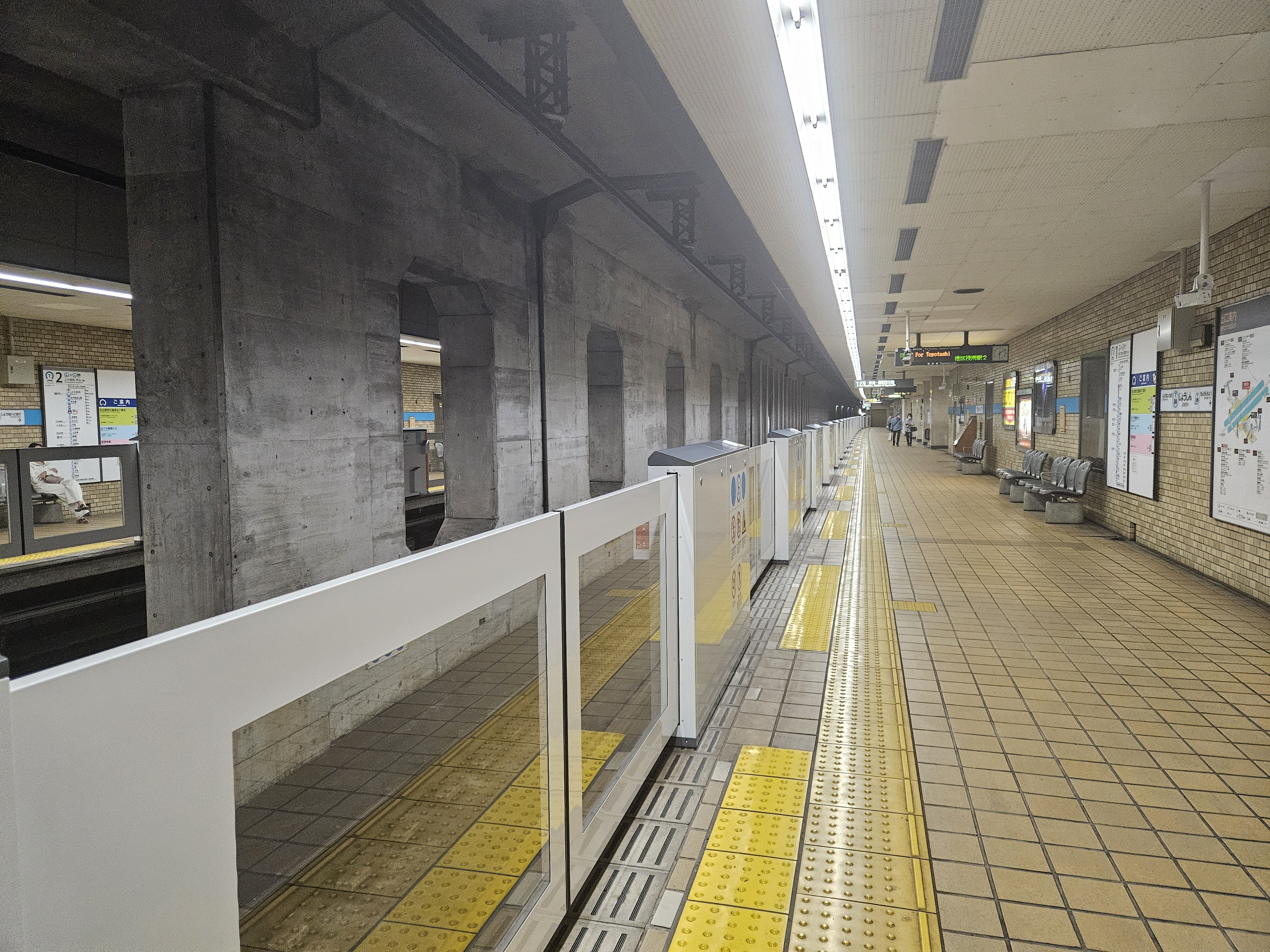
プラットホーム（ホームドア設置後、2025年5月）

## 駅周辺

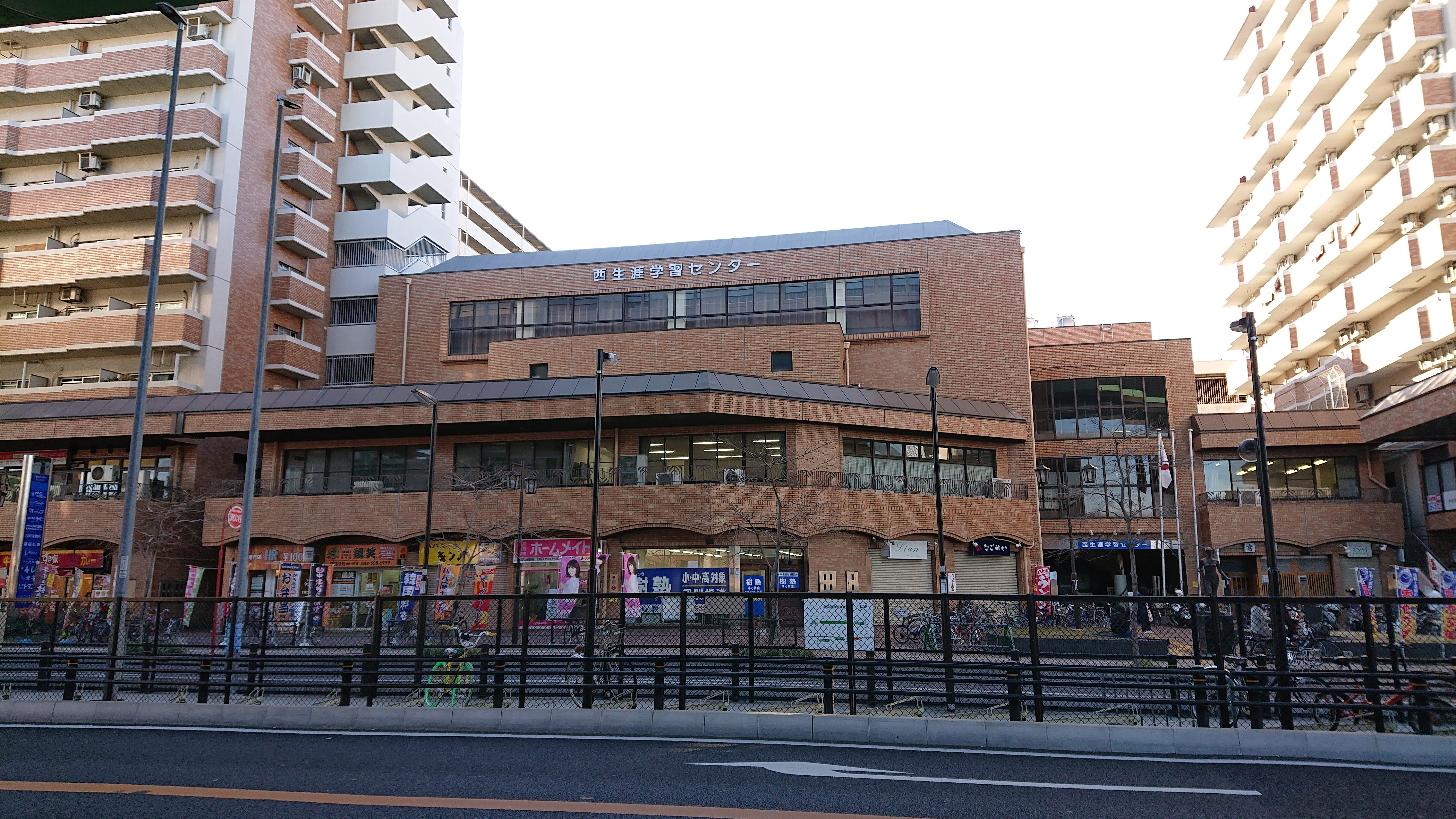
浄心ステーションビル
名古屋市西生涯学習センター

周辺は、繁華街で、西区の中心部でもある。
- 名古屋市西区役所
  - 名古屋市西保健センター
- 愛知県西警察署
- 名古屋西税務署
- 名古屋西郵便局
- 浄心ステーションビル
  - 名古屋市住宅供給公社
  - 名古屋西生涯学習センター
  - 三菱UFJ銀行浄心支店・黒川支店
- シティーファミリー浄心（名古屋市営住宅）
  - 名古屋市住宅供給公社
  - 名古屋市交通局浄心営業所
- 名古屋市西図書館
  - 名古屋市西文化小劇場
- 押切公園
- ミユキモール[7] - 庄内通駅との中間に位置する。
  - ヤマナカミユキモール庄内通店
  - エディオン庄内通ミユキモール店
- 名古屋銀行浄心支店
- クロスプラス本社
- 名古屋市立西陵高等学校（旧名：名古屋市立西陵商業高等学校）
- 愛知県立名古屋西高等学校
- 名古屋市立浄心中学校
- 名古屋市立天神山中学校
- 名古屋市立上名古屋小学校
- 名古屋市立児玉小学校
- 名古屋高速6号清須線
- 名古屋市道江川線（通称：江川線）
  - 愛知県道63号名古屋江南線（名草線）
- アオキスーパー上名古屋店
- 愛知国際アリーナ(IGアリーナ)(徒歩18分）[8]

## バス路線

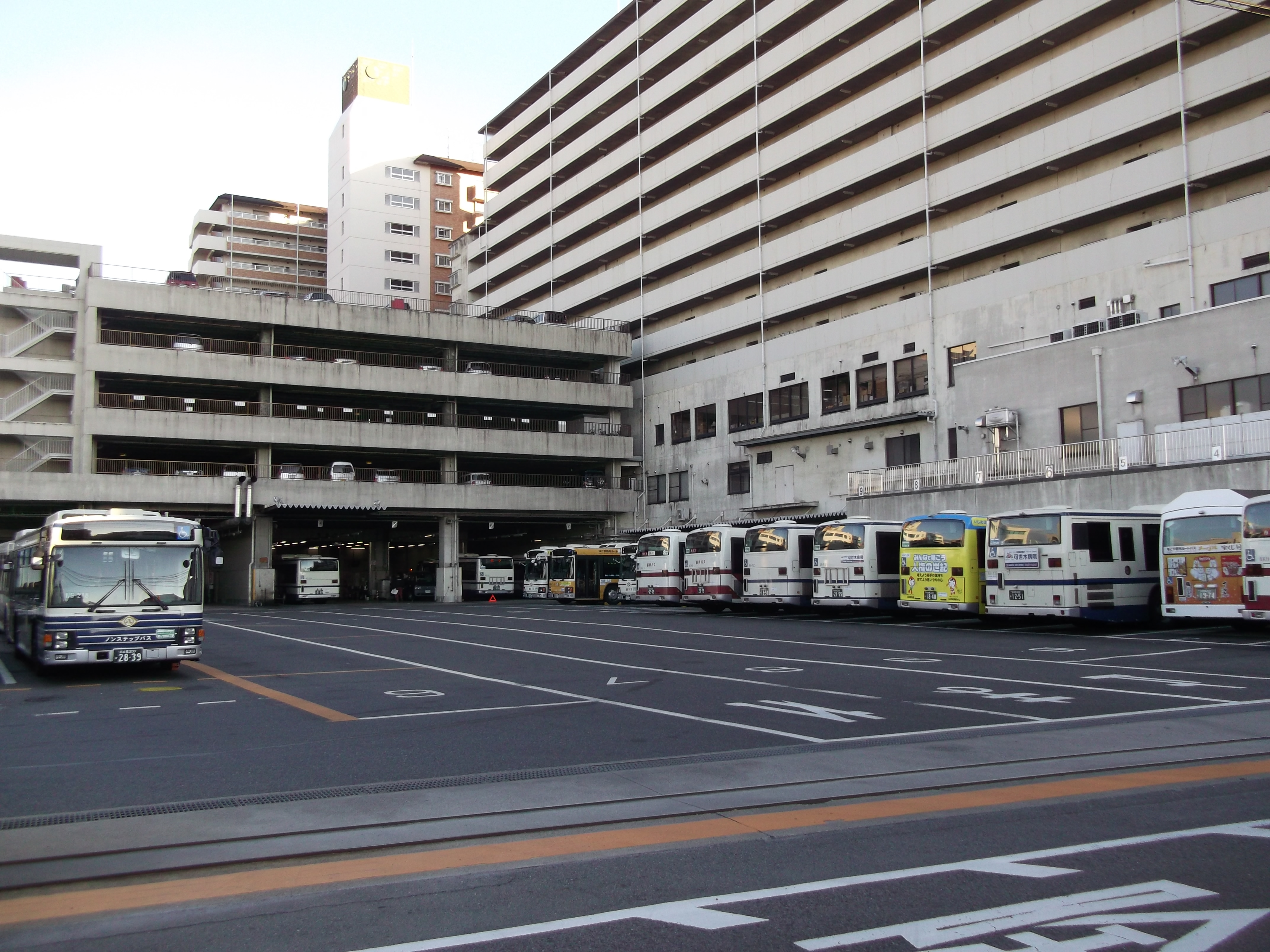
名古屋市営バス浄心営業所

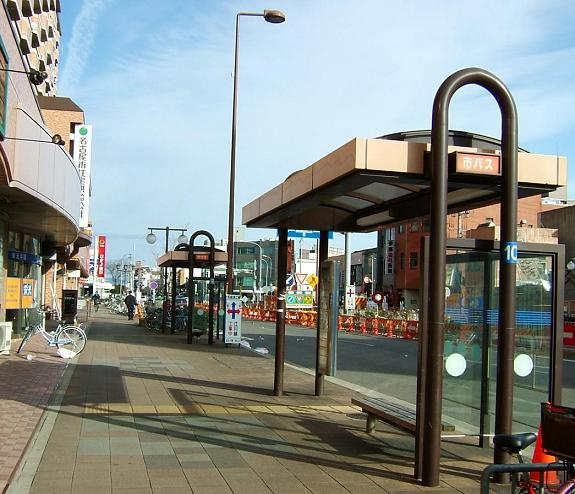
浄心町バス停留所
（国道22号側）

### 営業所
- 名古屋市営バス浄心営業所

### 名古屋市営バス「浄心町」バス停
名古屋市営バス営業所に隣接しているが、野並営業所に隣接する鳴子北駅とは異なりバスターミナルにはなっておらず浄心交差点の周囲に設置された停留所を発着している。浄心町で折り返す系統は少なく、基本的にそのまま各地へ直通している。乗り場は1番から10番まであるが6番のりばのみ存在しない。
- 名駅12：名古屋駅～浄心町～如意車庫前（庄内橋経由・月縄手経由）
- 名駅15：名古屋駅～浄心町～黒川・茶屋ケ坂・西部医療センター（浄心町止め便あり）
- 栄25：栄～浄心町～名塚中学・名西橋
- 栄27：栄（右回り）～浄心町～栄（左回り）
- 西巡回：栄（右回り）～浄心町～栄（左回り）

## 隣の駅
名古屋市営地下鉄
 鶴舞線
庄内通駅 (T03) - 浄心駅 (T04) - 浅間町駅 (T05)
※（）内は駅番号を示す。